# Vilamòs
Vilamòs è un comune spagnolo di 139 abitanti situato nella comunità autonoma della Catalogna.